# Shorea ovalifolia
Shorea ovalifolia är en tvåhjärtbladig växtart som först beskrevs av Thw., och fick sitt nu gällande namn av Peter Shaw Ashton. Shorea ovalifolia ingår i släktet Shorea och familjen Dipterocarpaceae. Inga underarter finns listade i Catalogue of Life.